# ミクーリン AM-34

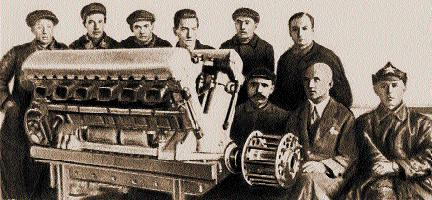
ミクーリン AM-34, 1932

ミクーリン AM-34 (M-34)（ロシア語: Микулин АМ-34）はソビエト連邦初の液冷式航空機エンジンで、同時にソビエトで初めて可変ピッチプロペラを活用した。エンジンの生産は1934年9月に始まりベリエフ MBR-2、ツポレフ TB-3、ツポレフ TB-4、 ツポレフ ANT-20、ペトリャコフ Pe-8、カリーニン K-7、ポリカルポフ I-17 とボルクホヴィティノフ DB-A、SU-100Yに搭載された。
このエンジンを元にAM-35やAM-38などの改良型が開発されている。

## 派生型
AM-34
自然吸気式。
AM-34FRN
高出力型。1,850 rpmで1,200 hp。
AM-34N
遠心式過給機搭載。

## 仕様 (AM-34)
- 形式：12気筒 60°V型航空機エンジン
- シリンダ径：160mm (6.30 in)
- 行程：190mm (7.48 in)
- 排気量：45.82 L (2,796 in³)初期型  46.66 L (2,847 in³) 後期型
- 重量：670 kg (1,477 lb)
- 燃料システム：気化器
- 冷却装置：液冷式
- 出力：
  - 615 kW (825 hp)  1,850 rpm 離陸時
  - 560 kW (750 hp)  1,760 rpm 巡航時
- 比出力：13.42 kW/L (0.30 hp/in³)
- 圧縮比：6.0:1
- 出力重量比：0.92 kW/kg (0.56 hp/lb)